# Top of the Gate
Top of the Gate war ein Jazzclub, der in der zweiten Hälfte der 1960er und Anfang der 1970er Jahre im New Yorker Stadtteil Greenwich Village bestand.
Der Jazzclub Top of the Gate, der sich in der Bleecker Street, Ecke Thompson Street im Greenwich Village-Viertel von Manhattan befand, wurde von dem Impresario Art D’Lugoff gegründet, nachdem er 1965 sein Restaurant in einen Veranstaltungsraum mit Piano umgebaut hatte. Im Basement des Hauses befand sich der bereits 1958 von D’Lugoff gegründete Club The Village Gate.
Im Top of The Gate traten u. a. George Cables, Blossom Dearie Tete Montoliu und das Billy-Taylor-Trio auf; außerdem entstanden Livemitschnitte u. a. von Junior Mance (1968) und das Toshiko-Akiyoshi-Quintett mit Kenny Dorham (Toshiko at Top of the Gate 1968). Das Konzert des Bill Evans-Trios mit Marty Morell und Eddie Gomez wurde von der Radiostation WKCR übertragen und erst 2012 als Live at Art D’Lugoff’s Top of the Gate veröffentlicht. 1974 beendete der Club (abgesehen von nächtlichen Sessions am Wochenende) sein Jazzangebot.